# Ectropis subapicata
Ectropis subapicata är en fjärilsart som beskrevs av W. Warren 1904. Ectropis subapicata ingår i släktet Ectropis och familjen mätare. Inga underarter finns listade i Catalogue of Life.